# Dubiaranea atra
Dubiaranea atra is een spinnensoort uit de familie hangmatspinnen (Linyphiidae). De soort komt voor in Bolivia.